# Menhirs de la Can d'Issenges
Les menhirs de la Can d'Issenges sont un groupe de trois menhirs situés à Bédouès, dans le département de la Lozère en France.

## Historique
Dans son inventaire des menhirs de la région des Bondons publié en 1940, Charles Morel indique que le groupe comporte quatre menhirs en granite mesurant approximativement 3 m. Les trois menhirs subsistant sont inscrits au titre des monuments historiques par arrêté du 5 juin 1941.